# Municipio de Monmouth (Kansas)
El municipio de Monmouth (en inglés: Monmouth Township) es un municipio ubicado en el condado de Shawnee en el estado estadounidense de Kansas. En el año 2010 tenía una población de 3021 habitantes y una densidad poblacional de 20,48 personas por km².

## Geografía
El municipio de Monmouth se encuentra ubicado en las coordenadas 38°56′5″N 95°34′11″O / 38.93472, -95.56972. Según la Oficina del Censo de los Estados Unidos, el municipio tiene una superficie total de 147.51 km², de la cual 146.14 km² corresponden a tierra firme y (0.93%) 1.38 km² es agua.

## Demografía
Según el censo de 2010, había 3021 personas residiendo en el municipio de Monmouth. La densidad de población era de 20,48 hab./km². De los 3021 habitantes, el municipio de Monmouth estaba compuesto por el 96.23% blancos, el 1.09% eran afroamericanos, el 0.5% eran amerindios, el 0.3% eran asiáticos, el 0.2% eran isleños del Pacífico, el 0.5% eran de otras razas y el 1.19% pertenecían a dos o más razas. Del total de la población el 3.11% eran hispanos o latinos de cualquier raza.